# 首相官邸無人機落下事件
首相官邸無人機落下事件（しゅしょうかんていむじんきらっかじけん）は、2015年（平成27年）4月22日、東京都千代田区永田町にある内閣総理大臣官邸の屋上に放射性物質を搭載した小型のマルチコプターが落下した事件。

## 経緯
同日午前10時20分頃、官邸職員が偶然、屋上のヘリポート付近でドローンを発見し、警視庁に通報した。発見当時、横転などはしておらず、通常の着地のような状態だったという。また、官邸関係者が侵入や墜落の様子を目撃したとの情報や犯行声明などはなく、けが人や建物の破損なども確認されていない。他方、関連は不明ながら、取材にあたっていたテレビ朝日記者が午前11時半過ぎに黒い影が行ったり来たりするものを目撃した、との報道がされた。
警視庁公安部の調べによると、発見されたドローンは中国の企業DJI社製のPhantomであり、同機種は同年1月26日にアメリカ合衆国で泥酔したシークレットサービス職員がホワイトハウスに落下させて周囲一帯が封鎖された騒ぎや、前年の2014年にテロ組織のISILが偵察に利用していたことなどで世界的な注目を浴びていた。
公安部公安総務課、公安機動捜査隊、警備部警備二課爆発物処理班が出動し、機体を回収、分析を進めたところ、Phantomは直径約50cmで4つのプロペラが付いたクワッドコプターであり、白かった機体は黒く塗装され、小型カメラと茶色いプラスチック製容器を積載していた。容器は直径3cm・高さ10cmで中に液体が入っており、内部から微量のセシウム134とセシウム137が検出された。
ドローン飛行に関する法規制がほとんどないことや、テロ対策の弱点が顕在化した問題が指摘されており、法施行も検討され始めた矢先であったため、ドローンに関する法律の必要性が議論されることになった事件となった。

## 逮捕
4月24日夜8時過ぎ、「ドローンを官邸に飛ばした」と、福井県小浜市在住の当時40歳の元航空自衛隊員の男が福井県警察小浜警察署に自首し、威力業務妨害容疑で逮捕された。男はドローンを官邸へ飛ばした動機を「反原発を訴えるため」とし、ドローンを飛行させたのは4月9日の午前3時半ごろ、容器の中に入れたのは「福島の砂100g」だなどと供述している。
また、男は「官邸サンタ」と名乗り、ブログには犯行に使用されたドローンと2014年10月に川内原子力発電所への侵入を試みたドローンの2機の写真や、犯行の詳細な一部始終なども掲載していた。
事件で使用されたPhantomの製造先であるDJI社は4月23日、同社ドローンに対して皇居周辺と内閣総理大臣官邸をGPSで飛行禁止空域にする対応を行った。また、同年7月22日には防衛省がドローン対策装備品を披露するために試験飛行させたPhantomを紛失し、自衛隊が捜索するも発見できず、通報を受けた警察が回収するという失態も起きていた。

## 裁判
男は、ハザードシンボルの放射能マークが印刷されたシールを貼った容器と発煙筒などを装着したドローンを操縦し、首相官邸屋上に落下させて官邸の業務を妨げた威力業務妨害罪で起訴され、さらにドローンに取り付けた発炎筒について遠隔操作で電気着火できる状態に無許可で改造した火薬類取締法違反（無許可製造）で追起訴された。
弁護側は「被告の行為によって業務妨害の結果は発生していない」などとして無罪を主張、被告人は「多くの方に迷惑をかけて申し訳ない。今後違法行為をするつもりはない」と語った。2016年2月16日、被告人に懲役2年、執行猶予4年の有罪判決が言い渡された。

## ドローンの法整備
この事件を契機の一つとしてドローンの法整備が本格化し、同年12月10日に施行した改正航空法により、無人航空機（ドローン）の定義及び無人航空機の飛行ルールが定められた。
2016年（平成28年）3月17日に成立し、同年4月7日に施行したドローン規制法により、内閣総理大臣官邸をはじめとする国の重要施設、外国公館や原子力事業所などの周辺地域の上空でドローンを飛行させることが禁止された。警視庁はドローンを網で捕獲できるよう改造したDJI社のSpreading Wings S900を運用する無人航空機対処部隊（IDT）を発足させた。

## 市販ドローンの軍事利用
当時、この程度のサイズの市販ドローンの軍事的有効性は疑問視する声があったが、その後中東の紛争地帯では同機種がISILといったテロ組織によって積極的に爆発物投下に運用されて国際的な問題となっており、ベネズエラでは爆弾を載せた同社製のクアッドコプターによって、国家指導者に対する初のドローンによるテロ攻撃（Caracas drone attack）も起きている。
正規軍へも普及しており、ロシアによるウクライナ侵攻では、ウクライナ軍が市販の小型ドローンを偵察や射弾観測に利用して効果を上げている。

## その後
事件を起こした男は2015年現在、出版社に漫画を投稿しており、「Yasprey」名義でニコニコ静画に公開している。
2022年には「野利のり太」の名義で小学館新人コミック大賞に応募した作品が青年部門で入選している。